# Diphyus mercatorius
Diphyus mercatorius är en stekelart som först beskrevs av Fabricius 1793.  Diphyus mercatorius ingår i släktet Diphyus och familjen brokparasitsteklar.

## Underarter
Arten delas in i följande underarter:
- D. m. ponticus
- D. m. cretae